# Persone di nome Reinhard
| Questa pagina contiene informazioni ricavate automaticamente dalle voci biografiche con l'ausilio del template Bio e di un bot. L'aggiornamento è periodico e automatico e ricostruisce completamente la pagina. Se manca una persona in questa lista, sei pregato di non aggiungerla, ma accertati piuttosto che la sua voce biografica contenga il template Bio e che i dati anagrafici siano correttamente compilati. Se il template Bio manca, inseriscilo tu stesso o, in alternativa, metti l'avviso {{tmp\|Bio}} che ne segnala la mancanza. Se i dati riportati sono sbagliati, correggi direttamente la voce biografica; le modifiche saranno visibili in questa lista entro pochi giorni. Per chiarimenti vedi il progetto antroponimi. La lista contiene solo le 60 persone che sono citate nell'enciclopedia e per le quali è stato implementato correttamente il template Bio. Pagina aggiornata al 22 gen 2025. |

Questa è una lista di persone presenti nell'enciclopedia che hanno il nome Reinhard, suddivise per attività principale.

## Allenatori di calcio(3)
- Reinhard Häfner, allenatore di calcio e calciatore tedesco orientale (Sonneberg, n. 1952 - Dresda, † 2016)
- René Meulensteen, allenatore di calcio olandese (Beugen, n. 1964)
- Reinhard Saftig, allenatore di calcio tedesco (Ueserfeld, n. 1958)

## Ammiragli(1)
- Reinhard Scheer, ammiraglio tedesco (Obernkirchen, n. 1863 - Marktredwitz, † 1928)

## Archeologi(2)
- Reinhard Herbig, archeologo tedesco (Monaco di Baviera, n. 1898 - Roma, † 1961)
- Reinhard Kekulé von Stradonitz, archeologo tedesco (Darmstadt, n. 1839 - Berlino, † 1911)

## Architetti(1)
- Rainer G. Rümmler, architetto tedesco (Lipsia, n. 1929 - Berlino, † 2004)

## Artisti(1)
- Reinhard Mucha, artista tedesco (Düsseldorf, n. 1950)

## Astrofisici(1)
- Reinhard Genzel, astrofisico tedesco (Bad Homburg vor der Höhe, n. 1952)

## Attori(2)
- Reinhard Glemnitz, attore e doppiatore tedesco (Breslavia, n. 1930)
- Reinhard Kolldehoff, attore tedesco (Berlino, n. 1914 - Berlino, † 1995)

## Biatleti(1)
- Reinhard Neuner, ex biatleta e ex fondista austriaco (Mieming, n. 1969)

## Calciatori(6)
- Reinhard Fabisch, calciatore e allenatore di calcio tedesco (Schwerte, n. 1950 - Münster, † 2008)
- Reinhard Franz, calciatore tedesco orientale (Anenská Studánka, n. 1934 - Zwickau, † 2015)
- Reinhard Kienast, ex calciatore austriaco (Vienna, n. 1959)
- Reinhard Lauck, calciatore tedesco (Sielow, n. 1946 - Berlino, † 1997)
- Reinhard Libuda, calciatore tedesco (Lemgo, n. 1943 - Gelsenkirchen, † 1996)
- Reinhard Schaletzki, calciatore tedesco (Gleiwitz, n. 1916 - † 1995)

## Canoisti(1)
- Reinhard Eiben, ex canoista tedesco orientale (Crossen, n. 1951)

## Cantanti(1)
- Reinhard Lakomy, cantante, compositore e pianista tedesco (Magdeburgo, n. 1946 - Berlino, † 2013)

## Cantautori(1)
- Reinhard Mey, cantautore e polistrumentista tedesco (Berlino, n. 1942)

## Cardinali(1)
- Reinhard Marx, cardinale e arcivescovo cattolico tedesco (Geseke, n. 1953)

## Designer(1)
- Reinhard von Koenig-Fachsenfeld, designer tedesco (Stoccarda, n. 1899 - † 1992)

## Dirigenti d'azienda(1)
- Reinhard Schneider, dirigente d'azienda tedesco (Magonza, n. 1968)

## Dirigenti sportivi(1)
- Reinhard Schmalzl, dirigente sportivo, allenatore di sci alpino e ex sciatore alpino italiano (n. 1960)

## Drammaturghi(1)
- Reinhard Goering, drammaturgo tedesco (Fulda, n. 1887 - Jena, † 1936)

## Economisti(1)
- Reinhard Selten, economista e esperantista tedesco (Breslavia, n. 1930 - Poznań, † 2016)

## Filosofi(1)
- Reinhard Lauth, filosofo tedesco (Oberhausen, n. 1919 - Monaco di Baviera, † 2007)

## Fisici(1)
- Reinhard Furrer, fisico e astronauta tedesco (Wörgl, n. 1940 - Berlino, † 1995)

## Fumettisti(1)
- Reinhard Kleist, fumettista tedesco (Hürth, n. 1970)

## Generali(2)
- Reinhard Gehlen, generale tedesco (Erfurt, n. 1902 - Berg, † 1979)
- Reinhard Heydrich, generale e poliziotto tedesco (Halle, n. 1904 - Praga, † 1942)

## Ginnasti(1)
- Reinhard Wagner, ginnasta e multiplista statunitense (Zettingen, n. 1876 - Waterloo, † 1964)

## Giuristi(2)
- Reinhard Frank, giurista tedesco (Reddighausen, n. 1860 - Monaco di Baviera, † 1934)
- Reinhard Höhn, giurista tedesco (Gräfenthal, n. 1904 - Bad Harzburg, † 2000)

## Hockeisti su ghiaccio(2)
- Reinhard Divis, ex hockeista su ghiaccio austriaco (Vienna, n. 1975)
- Reinhard Wieser, ex hockeista su ghiaccio italiano (Bolzano, n. 1971)

## Imprenditori(1)
- Reinhard Mohn, imprenditore e editore tedesco (Gütersloh, n. 1921 - Steinhagen, † 2009)

## Militari(1)
- Reinhard Hardegen, militare e politico tedesco (Brema, n. 1913 - Brema, † 2018)

## Musicisti(1)
- Reinhard Keiser, musicista e compositore tedesco (Teuchern, n. 1674 - Amburgo, † 1739)

## Nobili(1)
- Reinardo I di Hanau, nobile tedesco (Hanau, n. 1225 - Hanau, † 1281)

## Piloti motociclistici(1)
- Reinhard Stolz, pilota motociclistico tedesco (Prien am Chiemsee, n. 1976)

## Pistard(1)
- Reinhard Alber, ex pistard tedesco (Singen, n. 1964)

## Politici(3)
- Reinhard Carl Friedrich von Dalwigk, politico tedesco (n. 1802 - † 1880)
- Reinhard Rauball, politico, avvocato e dirigente sportivo tedesco (Northeim, n. 1946)
- Reinhard Todt, politico austriaco (St. Pantaleon, n. 1949 - Vienna, † 2025)

## Predicatori(1)
- Reinhard Bonnke, predicatore e scrittore tedesco (Königsberg, n. 1940 - Orlando, † 2019)

## Registi(1)
- Reinhard Hauff, regista e sceneggiatore tedesco (Marburgo, n. 1939)

## Saltatori con gli sci(1)
- Reinhard Schwarzenberger, ex saltatore con gli sci austriaco (Saalfelden am Steinernen Meer, n. 1977)

## Sciatori alpini(2)
- Reinhard Leiter, ex sciatore alpino italiano (n. 1976)
- Reinhard Tritscher, sciatore alpino austriaco (Ramsau am Dachstein, n. 1946 - Ramsau am Dachstein, † 2018)

## Scrittori(2)
- Reinhard Jirgl, scrittore tedesco (Berlino Est, n. 1953)
- Reinhard Sorge, scrittore e drammaturgo tedesco (Berlino, n. 1892 - Ablaincourt-Pressoir, † 1916)

## Slittinisti(2)
- Reinhard Bredow, ex slittinista tedesco orientale (Ilsenburg, n. 1947)
- Reinhard Egger, slittinista austriaco (Wörgl, n. 1989)

## Sociologi(1)
- Reinhard Bendix, sociologo tedesco (Berlino, n. 1916 - Berkeley, † 1991)

## Storici(2)
- Reinhard Scholzen, storico e giornalista tedesco (Essen, n. 1959)
- Reinhard Wenskus, storico tedesco (Comune distrettuale di Šilutė, n. 1916 - Gottinga, † 2002)

## Violinisti(1)
- Reinhard Goebel, violinista e direttore d'orchestra tedesco (Siegen, n. 1952)

## Zoologi(1)
- Reinhard Demoll, zoologo tedesco (Kenzingen, n. 1882 - Monaco di Baviera, † 1960)